# Тёмный мир
«Тёмный мир» (другие варианты названия — «К западу от Солнца», «Призраки») — российский фэнтезийный триллер режиссёра Антона Мегердичева. Первый российский игровой фильм в формате 3D.
Премьера фильма состоялась 7 октября 2010 года.

## Сюжет
Группа студентов-филологов отправляется в экспедицию по глухим северным деревням. После долгого путешествия на поезде и автобусе они понимают, что деревни все затоплены, а также встречают загадочную старуху, которую предполагают опросить на предмет фольклора. Однако после ссоры на любовном фронте одна из девушек, Марина Леонова — угрюмая мизантропка, в сопровождении друга бежит в лес, где они попадают на лесное кладбище с домом, проникнув в который, в подвале обнаруживают мумию со щитом. Контакт с мумией придаёт девушке паранормальные способности и приводит к потере сознания.
Их обнаруживают другие участники группы и вызывают вертолёт МЧС. Однако прилетают совершенно иные люди под предводительством Шарабова, похожие на агентов спецслужб, опознавательным знаком которых является трёхлучевая свастика. Шарабов расстреливает сотрудников МЧС и сбивает вертолёт, убивает руководителя группы. Во время падения вертолёта студенты убегают в лес. Далее их встречает водитель на лесовозе КамАЗ, который поначалу не верит их рассказу о преследователях и соглашается повезти их. Но колдун Александр Волков прилетает на вертолёте и блокирует путь лесовозу. Водитель пытается сбить вертолёт, но погибает сам. Марина и её друг Костя возвращаются к старушке, и та отправляет их к Озёрным ведьмам. Но по пути двое военных хватают Марину и Костю. Выясняется, что это не военные, а слуги колдуна Александра. Оказывается, что Шарабов — единственный человек в подчинении Волкова. В личной беседе с героиней фильма Волков признаётся, что ему уже 2500 лет и он давно ищет этот щит, в котором заключён дух его отца, могущественного колдуна Ылто Валло, в старину убитого королевой Озёрных ведьм за многочисленные преступления. Убивая двух её спутников и угрожая смертью остальных, Волков посылает Марину и Костю к Озёрным ведьмам в сопровождении Шарабова, чтобы выведать заклятие щита для высвобождения духа. Ведьмы связывают Костю и Шарабова.
Озёрные ведьмы сообщают, что между ними и «бесами» давно ведётся война за контроль над Землёй. Когда-то на Землю упал метеорит, принёсший с собой Дух Тьмы, таящий невыносимые для смертных знания. Местный колдун хотел завладеть этими знаниями. Взамен он предложил своё тело, но Дух Тьмы обманул колдуна и взял не тело, а душу. Королева Озёрных ведьм сразилась с колдуном и заключила его тёмный дух в щите. Освобождение духа чревато катаклизмом. Чтобы узнать заклятие щита, героиня должна пройти посвящение в королевы Озёрных ведьм. Дальше она решает освободить своих. Происходит схватка, в которой ведьмы побеждают. Однако Марина теряет всех своих друзей. Колдун догоняет бежавшую Марину, убивает Шарабова и пытается убить Марину, но появляется Хельви и отрубает ему голову. Выясняется, что она является Королевой Озерных Ведьм, а «посвящение» было сделано с целью обмануть Волкова и заставить его произнести слова смерти. Хельви говорит, что Марина теперь одна из них. Узнав о нелёгкой судьбе вечного существования ведьм, она отказывается от своего дара. Время поворачивается вспять, и группа благополучно возвращается назад, словно ничего и не было.
Марина полностью меняет имидж, перевоплотившись из готэссы в обычную девушку. Марина делает доклад о лапландских заговорах. И тут профессор объявляет благодарность спонсору экспедиции — тому самому колдуну Александру Волкову. Костя включает на своем фотоаппарате непонятное для него видео, где старая королева Озерных Ведьм произносит слова смерти, но Александр Волков реагирует на это видео криком. Финальный кадр — видение героиней разрушающегося главного здания МГУ.

## В ролях
- Светлана Иванова — Марина
- Иван Жидков — Костя
- Елена Панова — Хельви
- Сергей Угрюмов — Александр Волков
- Илья Алексеев — Артур
- Мария Кожевникова — Вика
- Татьяна Кузнецова — старуха-хранительница
- Владимир Носик — Сергей Рудольфович, руководитель экспедиции
- Ксения Радченко — Валя
- Александра Валкер — Ира Антикайнен
- Денис Юшечкин — Джордан
- Захар Хунгуреев — Хайям
- Елена Лабутина — Патрикеева
- Александра Валкер — Антикайнен
- Евгений Атарик — Шарабов
- Ольга Гришова — Королева Ведьм
- Михаил Солодко — водитель
- Эльмира Абдурахманова — ведьма
- Владимир Малюгин — бес

## Отзывы и оценки
Фильм получил смешанные отзывы критиков. Его критиковали за вторичность и неумелое использование технологии 3D, но положительно отметили за актёрскую игру. Отрицательно картину оценили журнал «Афиша», «TimeOut» (по словам рецензента, «авторам „Темного мира“ … удалось поднять планку идиотизма»), «Новые известия», сайт cinepocalypse.ru. Нейтральные рецензии опубликовали вэбзин «25-й кадр», сайт Афиша@mail.ru. Алекс Экслер отметил, что фильм «плохо сбалансирован, там есть явная сумятица в жанрах и попытка напихать в один фильм всё то, что создатели видели в голливудских творениях», но признал, что при этом фильм его «цепляет».

## Продолжение
Режиссёр Олег Асадулин («Фобос», сериал «Закрытая школа») поставил продолжение фильма — «Тёмный мир: Равновесие»,. Изначально оно задумывалось как приквел «Тёмного мира», но потом сценаристы Марина и Сергей Дяченко существенно переработали сюжет. В итоговой версии продолжение с предшествующим фильмом связывают только вселенная, некоторые персонажи и сцены. «Равновесие» было выпущено в двух версиях: как полнометражный фильм, который вышел в прокат 5 декабря 2013 года, и как телесериал, премьера которого состоялась 12 мая 2014 года на канале СТС.

## Новелизация
Ирина Андронати и Андрей Лазарчук написали по фильму одноимённую новелизацию, которая вышла в 2010 году в издательстве «Азбука-классика». Василий Владимирский в журнале «Мир фантастики» оценил её как неудачную.